# ISS-Expedition 6
ISS-Expedition 6 ist die Missionsbezeichnung für die sechste Langzeitbesatzung der Internationalen Raumstation. Die Mannschaft lebte und arbeitete vom 25. November 2002 bis zum 3. Mai 2003 an Bord der ISS.

## Mannschaft
- Kenneth Duane Bowersox (5. Raumflug), ISS-Kommandant 29. November 2002 bis 3. Mai 2003 (NASA/USA)
- Nikolai Michailowitsch Budarin (3. Raumflug), Bordingenieur (Roskosmos/Russland)
- Donald Roy Pettit (1. Raumflug), Bordingenieur (NASA/USA)

### Ersatzmannschaft
- Salischan Schakirowitsch Scharipow, Kommandant (Roskosmos/Russland)
- Edward Michael Fincke, Bordingenieur (NASA/USA)

Ursprünglich war Donald Alan Thomas für die ISS-Expedition nominiert. Vier Monate vor dem Start musste er aus medizinischen Gründen durch Pettit ersetzt werden.

## Missionsbeschreibung
Das Arbeitsprogramm der sechsten Stammbesatzung umfasste 19 neue oder fortlaufende Experimente der NASA sowie eine Vielzahl von Untersuchungen unter russischer Regie, woran aber auch europäische und japanische Forschungsinstitute oder Firmen beteiligt waren. Insgesamt waren 47 Experimente geplant, die meisten davon wurden bereits bei vergangenen Missionen begonnen.
Neu auf der ISS war das Experiment Investigating the Structure of Paramagnetic Aggregates from Colloidal Emulsions (InSPACE). Hierbei wurden erstmals Daten über das Verhalten magnetischer Partikel in magnetorheologischen Flüssigkeiten in der Schwerelosigkeit gesammelt. Derartige Flüssigkeiten sind vollkommen neu. Sie erlauben durch das Anlegen äußerer Magnetfelder geräuschlose und nahezu verzögerungsfreie Bewegungen in mechanischen Systemen. Welche Auswirkungen schnell wechselnde Magnetfelder auf die Verteilung der magnetischen Partikel haben, war Hauptgegenstand der Untersuchungen. Magnetisch steuerbare Flüssigkeiten könnten in Zukunft bei Brems-, Kupplungs- und Dämpfungssystemen oder in der Robotik angewendet werden. Das zweite neue Experiment untersuchte die Vergröberung von Partikeln in verschiedenen Materialien, die allgemein als Materialermüdung bekannt ist. Sind in einer Verbindung Partikel unterschiedlicher Größen vorhanden, so geben die kleineren Partikel Atome an die größeren ab. Dadurch verringert sich die Festigkeit des Materials. Dies ist beispielsweise bei Turbinenschaufeln so. Aber auch aus dem Alltag sind solche Effekte bekannt, so bei der Kondensation von Tröpfchen aus Wasserdampf in der Atmosphäre (Wolkenbildung). Beim Experiment Coarsening in Solid-Liquid-Mixtures 2 (CSLM 2) wurde die Kinetik wachsender Zink-Partikel in einer Blei-Zink-Matrix unter Mikrogravitation untersucht. Beide Experimente wurden in der Microgravity Science Glovebox durchgeführt und konnten daher erst nach deren Reparatur aktiviert werden.
Kenneth Bowersox nahm während der gesamten Mission am Experiment Foot/Ground Reaction Forces During Space Flight (FOOT) teil. Dabei wurden Veränderungen an Knochen und Muskeln im unteren Bereich des Körpers und an den Beinen gemessen. Dazu trug der Astronaut tagsüber eine spezielle Hose (LEPS – Lower Extremity Monitoring Suit), in der zwanzig sorgfältig platzierte Sensoren untergebracht sind, sowie eine Sensorbinde an einem Oberarm. Mit den Sensoren wurden die elektrische Muskelaktivität, Beugungswinkel an Hüft-, Knie- und Fußgelenken sowie die Andruckkraft der Füße gemessen und über in den Anzug eingearbeitete Leitungen zu einem Speicher übertragen (max. 14 Stunden). Mit der zusätzlichen Armbinde wurden Vergleiche in der Belastung von Armen und Beinen ermöglicht. Außerdem wurden Messungen zur Stärke von Knochen und Muskeln vor und nach dem Raumflug auf der Erde vorgenommen.
Bei PCG-STES (Protein Crystal Growth – Single Thermal Enclosure System) kam der Probenbehälter 10 zum Einsatz. Er enthielt 81 verschiedene Kammern, in denen individuelle Experimente mit verschiedenen Proteinen abliefen. Endprodukt der etwa viermonatigen Kristallisationsphase sind extrem große, reine und fehlerarme Kristalle, die sich besonders gut zur Analyse mittels Neutronenbeugung eignen. Diesmal gehörten Albumin, Apoferritin, Ferritin, Glucoseisomerase, Glucocerebrosidase und Cytochrom P450 zu den verwendeten Substanzen. Ein neuer Probenbehälter kam auch beim Zeolite Crystal Growth Experiment (ZCG) zum Einsatz. Von besonderem Interesse ist für die Forscher die Eignung der wabenartigen Hohlkristalle zur Speicherung von Wasserstoff, einem Energieträger der Zukunft.
Eine ganze Reihe interessanter Untersuchungen wurde auch von der sechsten ISS-Crew weitergeführt. Beim Experiment Rastenija 2 wurden Salatpflanzen im LADA-Gewächshaus gezogen. Salat könnte ein wichtiger Vitaminlieferant im Weltraum sein. Von Interesse ist auch hier der Einfluss der Schwerelosigkeit auf Wachstum und Entwicklung der Pflanzen. Untersucht werden aber auch die Funktionalität des Gewächshauses, die Widerstandsfähigkeit und die Anpassung an die außergewöhnlichen Bedingungen im Weltraum (Mikrogravitation, Strahlung) und die Ethylenkonzentration im russischen Segment der ISS. Im Rahmen des Experimentes Biopsy wurde den Raumfahrern vor und nach dem Flug Gewebe aus der Wadenmuskulatur entnommen. Dadurch lassen sich Muskelveränderungen durch einen längeren Aufenthalt in der Schwerelosigkeit genauer feststellen. Bei Mobility wurden Tests vorgenommen, mit denen man herausfinden kann, wie ein körperliches Training während des Raumfluges gestaltet werden muss, um die Wiederanpassung an die Schwerkraft zu erleichtern. Gearbeitet wurde dabei vor allem mit dem Laufband. Etwa 90 % aller Erwachsenen tragen das Epstein-Barr-Virus (EBV) in ihrem Körper. Normalerweise bleibt es inaktiv. In der Schwerelosigkeit reaktiviert es sich jedoch oft und kann zu Beeinträchtigungen führen. Über Blut- und Urinproben will man dem Mechanismus dieser Reaktivierung auf die Schliche kommen. Biorisk und Biodegradatsija hatten den Einfluss des Weltraumes auf die Lebensfähigkeit von Bakterien und Pilzen als Untersuchungsgegenstand. Zum einen lagern sich Bakterien- und Pilzkolonien an unzugänglichen Stellen an und können dort langfristig Materialschäden verursachen. Zum anderen sind sie ein natürlicher Bestandteil unserer Umwelt und oftmals unverzichtbar. Von Interesse ist für die Forscher der Einfluss der Sonnenaktivität auf Modifikationen und Mutationen sowie die Entwicklung von Resistenzen und Aggressivität. Gleichzeitig sollte aber auch abgeschätzt werden, inwiefern nützliche Bakterien bei einem längeren Aufenthalt im Weltraum lebensfähig bleiben. Bei Pulse wurde die autonome Regulation des kardiorespiratorischen Systems bei längeren Aufenthalten in der Schwerelosigkeit erforscht. Dazu wurden Elektrokardiogramm, Sphygmogramm (Pulsfrequenz), Pneumotachogramm (Atemfrequenz), Pumpvolumen und Atemvolumen aufgezeichnet. Ein weiteres Experiment diente der Erprobung des multifunktionalen Gerätekomplexes Skorpion zur automatischen Erfassung der wichtigsten Umgebungsparameter in der Station. Dazu gehören Beschleunigungswerte, elektromagnetische Felder, Strahlungswerte und klimatische Bedingungen (Temperatur, Luftdruck, Luftzusammensetzung, Luftfeuchtigkeit). Außenbords angebracht ist das Experiment Platan. Die Apparatur war mehrere Monate im Einsatz und soll langsame Eisenkerne solaren oder galaktischen Ursprungs mit Energien von 30 bis 200 MeV sowie Mikropartikel in der Umgebung der Station erfassen. Zu den fortgeführten Experimenten gehörten auch die Untersuchung von Veränderungen der Lungenfunktion (PuFF – Pulmonary Functions in Flight), das Ausfüllen von Fragebögen zur Zusammenarbeit innerhalb der Crew und mit dem Bodenpersonal (Crew Interaction), die Beobachtung natürlicher und vom Menschen verursachter Phänomene auf der Erde und in der Erdatmosphäre (Crew Earth Observation, Uragan, Molnija SM, EarthKAM), die Messung der Strahlenbelastung innerhalb und außerhalb der Station (EVA Radiation Monitoring, BraDoz), die Erfassung von minimalen Beschleunigungen, die durch Bewegungen der Raumfahrer, Bahnmanöver oder Kopplungen verursacht werden (MAMS, SAMS, IZGIB), Studien zum erhöhten Nierensteinrisiko (Renal Stone) sowie zum Muskel- und Knochenverlust bei Langzeitaufenthalten im Weltraum (Bone Loss, Profilaktika), die Analyse von Triebwerksabgasen und die Dynamik von Partikeln der Triebwerksdüsen (Relaksatsija, Kromka), die Untersuchung gesundheitlich bedeutsamer Veränderungen im Mundraum (Paradont), die Überprüfung der Effizienz von Medikamenten (Farma), die Aufzeichnung von Veränderungen der Herzaktivität bei Belastung (Kardio-ODNT), die Erarbeitung von Vorhersagen für Strahlenbelastungen (Prognoz), die Dokumentation bioproduktiver Zonen der Weltmeere (Diatomeja), die Abschätzung der zu erwartenden Erosion der Außenhaut der Station (Meteoroid), die Messung der verschiedenen Bahnparameter der Station (Tenzor, Vektor T), die Bestimmung langfristiger Formveränderungen der Station (Priviazka), die Messung magnetischer Interferenzen innerhalb der Station und deren Einfluss auf laufende Experimente (Iskazhenije), die Erprobung eines kommerziellen, globalen Zeit-Systems (GTS) oder die Registrierung von Partikeleinschlägen und deren Auswirkungen auf verschiedene Testmaterialien (HPAC, SEED, MISSE).
In den ersten Wochen waren die drei Raumfahrer in erster Linie damit beschäftigt, laufende Experimente zu kontrollieren, turnusmäßige Wartungsarbeiten auszuführen und neue Materialien geordnet unterzubringen. Außerdem wurde ein weiterer Reparaturversuch am Sauerstofferzeuger Elektron im Modul Swesda unternommen. Die ersten medizinischen Untersuchungen im Rahmen der Experimente FOOT, Renal Stone, PuFF und GASMAP wurden Anfang Dezember durchgeführt. Dabei wurden Blut- und Urinproben genommen sowie Lungenvolumen und -funktion (Gasaustausch) gemessen. Im Rahmen der Erderkundung wurden u. a. Vulkane in Mexiko und Guatemala, Inselregionen (Kuba, Hawaii, Bounty Island, Mali), Korallenriffe vor Yukatan, Luftverunreinigungen durch Großstädte und Staubwolken über afrikanischen Wüstengebieten beobachtet und fotografiert. Am 17. Dezember begann die Arbeit mit dem Experiment Zeolite Crystal Growth. Außerdem wurden mit dem Stationsmanipulator mehrere Trainingseinheiten absolviert. In der Human Research Facility wurde eine Festplatte getauscht und damit auch gleich die Software auf den neuesten Stand gebracht. Außerdem wurde der Einsatz eines neuen, schnelleren Datenrekorders vorbereitet (HCOR – High-Rate Communications Outage Recorder). Wenn die Station keinen Funkkontakt zu einer Bodenstation oder zu einem Relaissatelliten hat, werden die in dieser Zeit anfallenden Daten auf diesem Rekorder zwischengespeichert. Durch Stoßen gegen die Wände verursachten die Raumfahrer kurzzeitige Störungen der Mikrogravitation, deren Werte mit verschiedenen Messapparaturen erfasst wurden. Budarin arbeitete an einem Pflanzenwachstumsexperiment im LADA-Gewächshaus und an der Rekonfiguration des automatischen Radar- und Kopplungssystems Kurs. Kurz vor Weihnachten wurde die Station für drei Tage in eine Position gebracht, in der die Steuerbordseite in Flugrichtung wies. Dadurch sollte eine Abkühlung in einigen Bereichen der Station erreicht werden. Schließlich wurde auch im Weltall der Alltag durch das Weihnachtsfest und den Jahreswechsel verschönert.
Auch nach der Katastrophe mit der Columbia wurden die Arbeiten fortgesetzt. Die Versorgung war durch das unbemannte Transportraumschiff Progress-M 47 sichergestellt, welches am 4. Februar am Swesda-Modul angekoppelt hatte. Allerdings wurde beschlossen, die nächste Stammbesatzung der Station um eine Person zu verringern, so dass im Raumschiff etwas Platz für Fracht bleibt.
Die sechste Stammbesatzung der Internationalen Raumstation landete mit dem Raumschiff Sojus TMA-1 am 4. Mai in der kasachischen Steppe. Aus ungeklärter Ursache wurde der eigentliche Landepunkt um etwa 460 Kilometer verfehlt. Die Landung fand ansonsten ohne Komplikationen statt. Möglicherweise wurden konstruktionsbedingte Veränderungen gegenüber der vorherigen Version von Sojus-Raumschiffen nicht korrekt berücksichtigt. Sojus-TMA erlaubt es, kleinere und größere Personen als bisher zu transportieren. Außerdem wurde die Computertechnik komplett modernisiert.

## Außenbordeinsätze
Die sechste ISS-Expedition hat insgesamt zwei Außenbordeinsätze im Laufe der Mission durchgeführt. In Summe war die Mannschaft 13 Stunden und 17 Minuten außerhalb der Station.